# Національний парк Серра-да-Капівара
Національний парк Серра-да-Капівара (порт. Parque Nacional Serra da Capivara) — національний парк на північному сході Бразилії, на сході штату Піауї, між координатами 8º 26' 50" та 8º 54' 23". Парк розташований на території муніципалітетів Сан-Раймунду Нонату, Сан-Жуан ді Піауї, Коронел Жозе Діас і Канту ду Буріті та має площу 1291,4 км².

## Опис
У парку розташовано багато печер, що містять зразки доісторичного мистецтва. Відома ділянка парку, Педра-Фурада містить найстаріші залишки людської діяльності на континенті, та значно змінила уявлення про заселення Америки людиною. Наукові дослідження підтверджують, що гірський масив Капівара був дуже густонаселеним протягом доісторичного періоду. Для захисту численних доісторичних експонатів і малюнків, бразильським урядом був створений національний парк, який став місцем Світової спадщини в 1991 році.

## Наскельний живопис

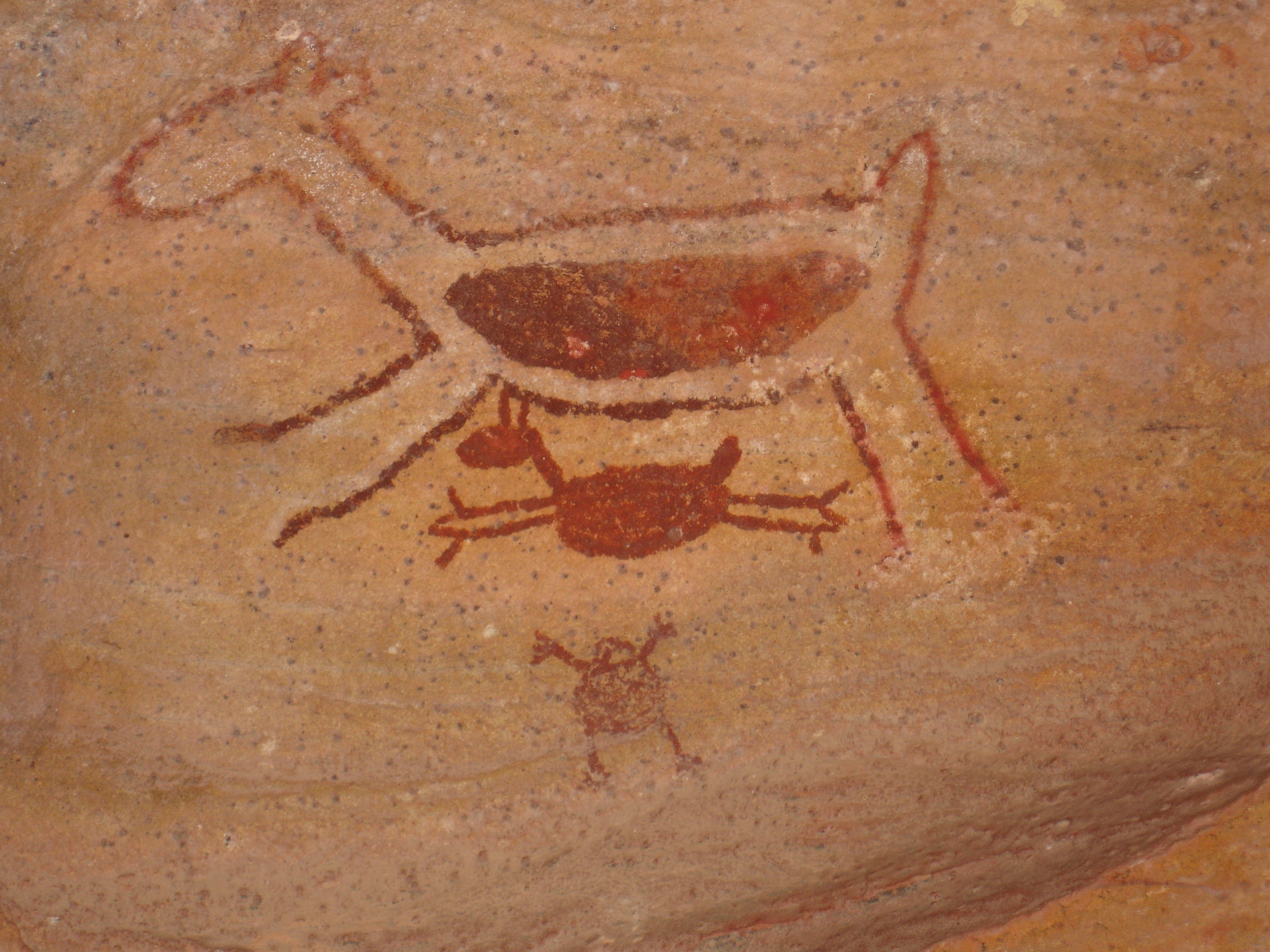
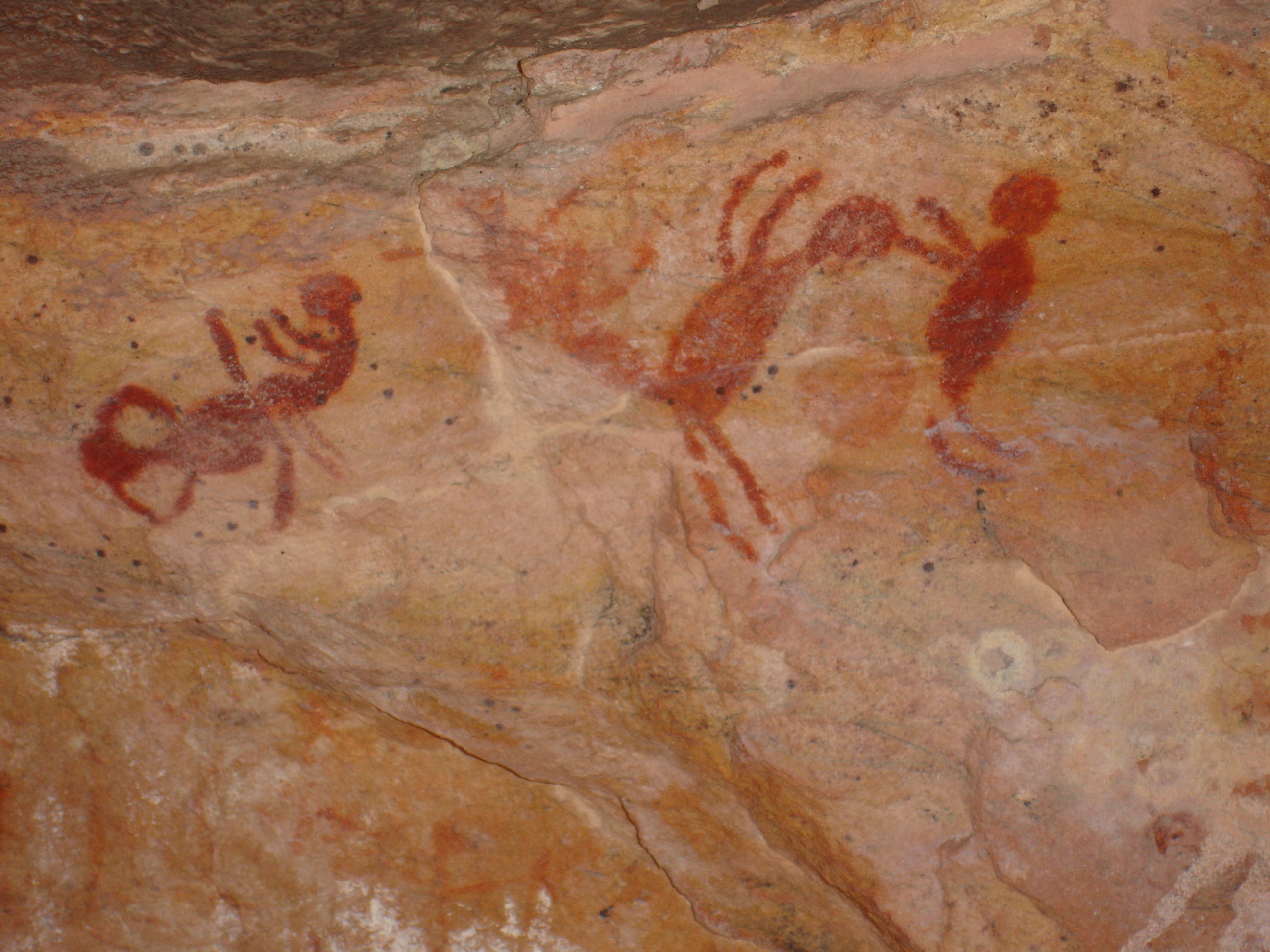
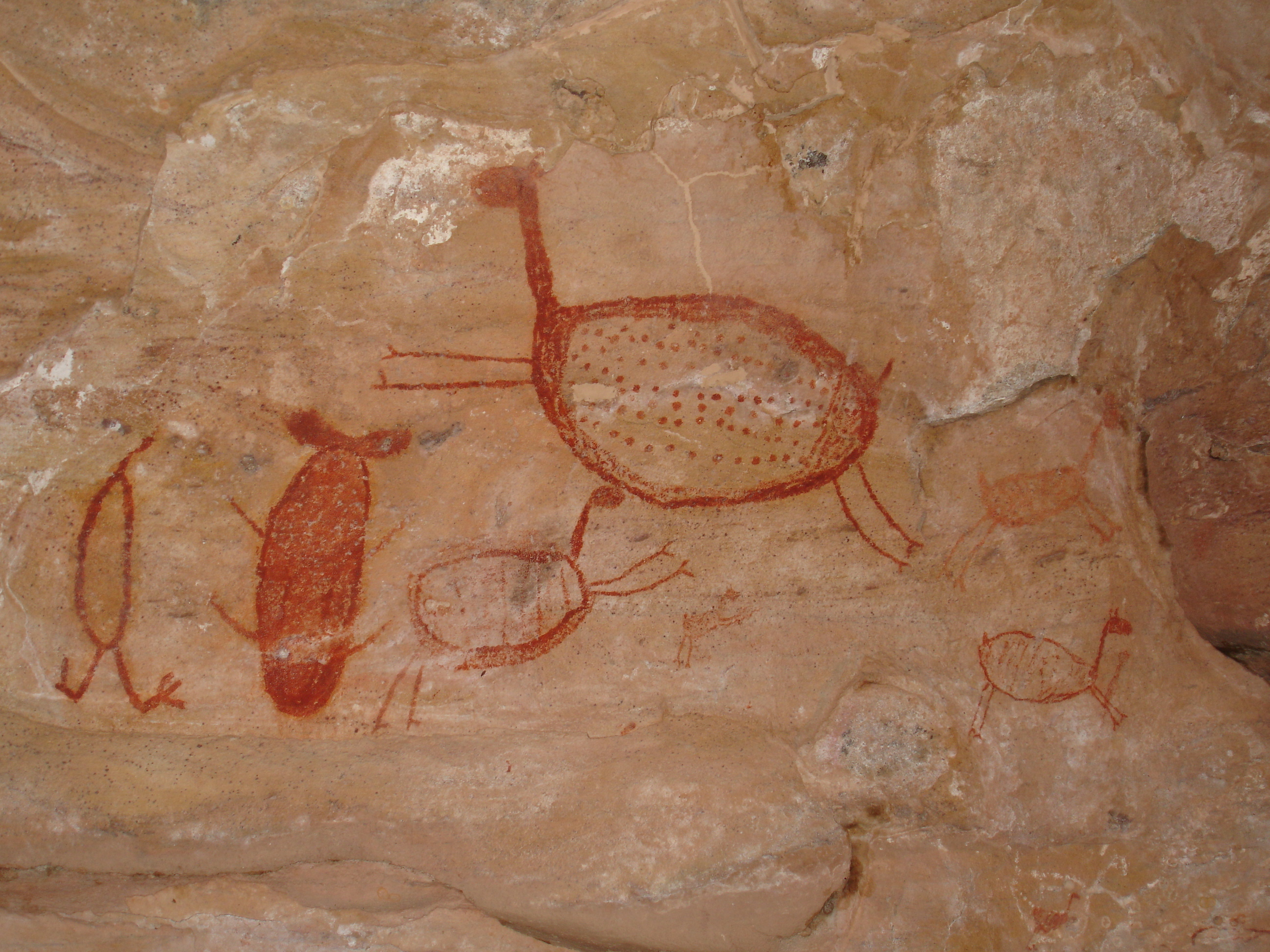